# Fundulopanchax gresensi
Fundulopanchax gresensi är en fiskart som beskrevs av Berkenkamp 2003. Fundulopanchax gresensi ingår i släktet Fundulopanchax och familjen Nothobranchiidae. IUCN kategoriserar arten globalt som otillräckligt studerad. Inga underarter finns listade i Catalogue of Life.